# Monolight
Monolight è un singolo pubblicato nel 1977 dalla band tedesca di musica elettronica Tangerine Dream. Esso è un estratto dell'omonima suite, che fa parte del secondo disco live della band, Encore.
Come per Betrayal, Monolight è stato ripubblicato varie volte in edizioni differenti l'una dall'altra.

## Monolight / Coldwater Canyon

### Lista delle tracce
1. Monolight - 3:17
2. Coldwater Canyon - 3:20

## Monolight
Durante il mese di dicembre dello stesso anno, la Virgin pubblicò altri due estratti da Monolight (uno in mono e l'altro in stereo).

### Lista delle tracce
1. Monolight (Part I) - 3:17 (versione in mono)
2. Monolight (Part II) - 3:20 (versione in stereo)

## Monolight / Hobo March

### Lista delle tracce
1. Monolight - 2:45
2. Hobo March - 4:25

## Encore / Hobo March

### Lista delle tracce
1. Encore - 2:45
2. Hobo March - 4:25

## Formazione
- Edgar Froese – sintetizzatori, tastiere, chitarra.
- Christopher Franke – sintetizzatori, sequencer.
- Peter Baumann – sintetizzatori, tastiere, sequencer.